# Craig Adams
Craig Adams (* 26. dubna 1977, Seria, Brunej) je bývalý profesionální hokejový hráč, naposledy hrající v NHL za tým Pittsburgh Penguins, jako pravé křídlo.
Craig se narodil ve městě Seria, v Bruneji, malém státě na ostrově Borneo v jihovýchodní Asii. Nicméně byl vychováván v Calgary, v Albertě, kde začal hrát hokej na jezeře Bonavista. Craigova manželka Anne je dcerou Paula Cellucciho, bývalého guvernéra státu Massachusetts a bývalého amerického velvyslance v Kanadě.

## Kariéra
Adams byl draftován v 9. kole, celkově jako 223. hráč, v roce 1996 týmem Hartford Whalers. Předtím strávil sezónu v týmu Harvard University.
27. prosince musel ukonči sezónu kvůli zranění ramene, které si přivodil v zápase proti University of Wisconsin-Madison.
Craig tvrdě dřel ve čtyřech sezónách za Harvard, profesionální debut si tak odbyl v sezóně 1999–2000 za tým Cincinnati Cyclones v IHL. Po jednom roce stráveném v tomto týmu si v sezóně 2000–01 odbyl debut v NHL, když odehrál něco málo přes půl sezóny.
V sezóně 2001–02 Adams přecházel často z Caroliny do Lowell Lock Monsters v AHL, farmářského týmu Caroliny.
Pravidelně začal v NHL nastupovat až od sezóny 2002–03. Ve své první celé sezóně si připsal 18 bodů (6+12).
Ročník při výluce NHL strávil Adams v Itálii v týmu HC Junior Milano Vipers.
25. srpna 2005 podepsal kontrakt s týmem Mighty Ducks of Anaheim, ale už 3. října byl vyměněn zase zpátky Carolině, těsně před začátkem sezóny.

## Klubové statistiky
| Sezona                 | Klub                  | Soutěž                | Základní část | Základní část | Základní část | Základní část | Základní část | Play off | Play off | Play off | Play off | Play off |
| Sezona                 | Klub                  | Soutěž                | Z             | G             | A             | B             | TM            | Z        | G        | A        | B        | TM       |
| ---------------------- | --------------------- | --------------------- | ------------- | ------------- | ------------- | ------------- | ------------- | -------- | -------- | -------- | -------- | -------- |
| 1995–96                | Harvard Crimson       | ECAC                  | 34            | 8             | 9             | 17            | 56            | —        | —        | —        | —        | —        |
| 1996–97                | Harvard Crimson       | ECAC                  | 32            | 6             | 4             | 10            | 36            | —        | —        | —        | —        | —        |
| 1997–98                | Harvard Crimson       | ECAC                  | 12            | 6             | 6             | 12            | 12            | —        | —        | —        | —        | —        |
| 1998–99                | Harvard Crimson       | ECAC                  | 31            | 9             | 14            | 23            | 53            | —        | —        | —        | —        | —        |
| 1999–00                | Cincinnati Cyclones   | IHL                   | 73            | 12            | 12            | 24            | 124           | 8        | 0        | 1        | 1        | 14       |
| 2000–01                | Carolina Hurricanes   | NHL                   | 44            | 1             | 0             | 1             | 20            | 3        | 0        | 0        | 0        | 0        |
| 2000–01                | Cincinnati Cyclones   | IHL                   | 4             | 0             | 1             | 1             | 9             | 1        | 0        | 0        | 0        | 2        |
| 2001–02                | Lowell Lock Monsters  | AHL                   | 22            | 5             | 4             | 9             | 51            | —        | —        | —        | —        | —        |
| 2001–02                | Carolina Hurricanes   | NHL                   | 33            | 0             | 1             | 1             | 38            | 1        | 0        | 0        | 0        | 0        |
| 2002–03                | Carolina Hurricanes   | NHL                   | 81            | 6             | 12            | 18            | 71            | —        | —        | —        | —        | —        |
| 2003–04                | Carolina Hurricanes   | NHL                   | 80            | 7             | 10            | 17            | 69            | —        | —        | —        | —        | —        |
| 2004–05                | HC Milano             | ITA                   | 30            | 15            | 14            | 29            | 57            | 15       | 4        | 7        | 11       | 26       |
| 2005–06                | Lowell Lock Monsters  | AHL                   | 13            | 4             | 3             | 7             | 20            | —        | —        | —        | —        | —        |
| 2005–06                | Carolina Hurricanes   | NHL                   | 67            | 10            | 11            | 21            | 51            | 23       | 0        | 0        | 0        | 10       |
| 2006–07                | Carolina Hurricanes   | NHL                   | 82            | 7             | 7             | 14            | 54            | —        | —        | —        | —        | —        |
| 2007–08                | Carolina Hurricanes   | NHL                   | 40            | 2             | 3             | 5             | 34            | —        | —        | —        | —        | —        |
| 2007–08                | Chicago Blackhawks    | NHL                   | 35            | 2             | 4             | 6             | 24            | —        | —        | —        | —        | —        |
| 2008–09                | Chicago Blackhawks    | NHL                   | 36            | 2             | 4             | 6             | 22            | —        | —        | —        | —        | —        |
| 2008–09                | Pittsburgh Penguins   | NHL                   | 9             | 0             | 1             | 1             | 0             | 24       | 3        | 2        | 5        | 16       |
| 2009–10                | Pittsburgh Penguins   | NHL                   | 82            | 0             | 10            | 10            | 72            | 13       | 2        | 1        | 3        | 15       |
| 2010–11                | Pittsburgh Penguins   | NHL                   | 80            | 4             | 11            | 15            | 76            | 7        | 1        | 0        | 1        | 2        |
| 2011–12                | Pittsburgh Penguins   | NHL                   | 82            | 5             | 13            | 18            | 34            | 5        | 0        | 0        | 0        | 19       |
| 2012–13                | Pittsburgh Penguins   | NHL                   | 48            | 3             | 6             | 9             | 28            | 15       | 0        | 1        | 1        | 10       |
| 2013–14                | Pittsburgh Penguins   | NHL                   | 82            | 5             | 6             | 11            | 46            | 13       | 1        | 1        | 2        | 2        |
| 2014–15                | Pittsburgh Penguins   | NHL                   | 70            | 1             | 6             | 7             | 44            | —        | —        | —        | —        | —        |
| NHL celkově            | NHL celkově           | NHL celkově           | 951           | 55            | 105           | 160           | 683           | 106      | 7        | 5        | 12       | 74       |
| AHL celkově            | AHL celkově           | AHL celkově           | 35            | 9             | 7             | 16            | 71            | 0        | 0        | 0        | 0        | 0        |
| ECAC celkově           | ECAC celkově          | ECAC celkově          | 109           | 29            | 33            | 62            | 157           | 0        | 0        | 0        | 0        | 0        |
| IHL celkově            | IHL celkově           | IHL celkově           | 77            | 12            | 13            | 25            | 133           | 9        | 0        | 1        | 1        | 16       |
| Série A (ITA) celkově  | Série A (ITA) celkově | Série A (ITA) celkově | 30            | 15            | 14            | 29            | 57            | 15       | 4        | 7        | 11       | 26       |
| Konec hokejové kariéry |                       |                       |               |               |               |               |               |          |          |          |          |          |